# Mr. Trash Wheel
39°17′00″ пн. ш. 76°36′13″ зх. д. / 39.283333333333° пн. ш. 76.603611111111° зх. д.
Mr. Trash Wheel — перехоплювач сміття, який вивозить сміття з річки Джонс-Фоллз, у місці де вона впадає у Внутрішню гавань у Балтиморі (штат Меріленд). Він працює від водяного колеса та сонячних батарей і згрібає сміття з гавані на бортовий конвеєр, який спрямовує його до сміттєзбирача на судні. Mr. Trash Wheel був винайдений Джоном Келлеттом у 2008 році, який тоді спустив на воду пілотне судно. Пізніше була розроблена більша посудина; він замінив пілотне судно і був спущений на воду в травні 2014 року. Судно Mr. Trash Wheel є частиною Waterfront Partnership міста Балтімора «Healthy Harbor Initiative».

## Огляд

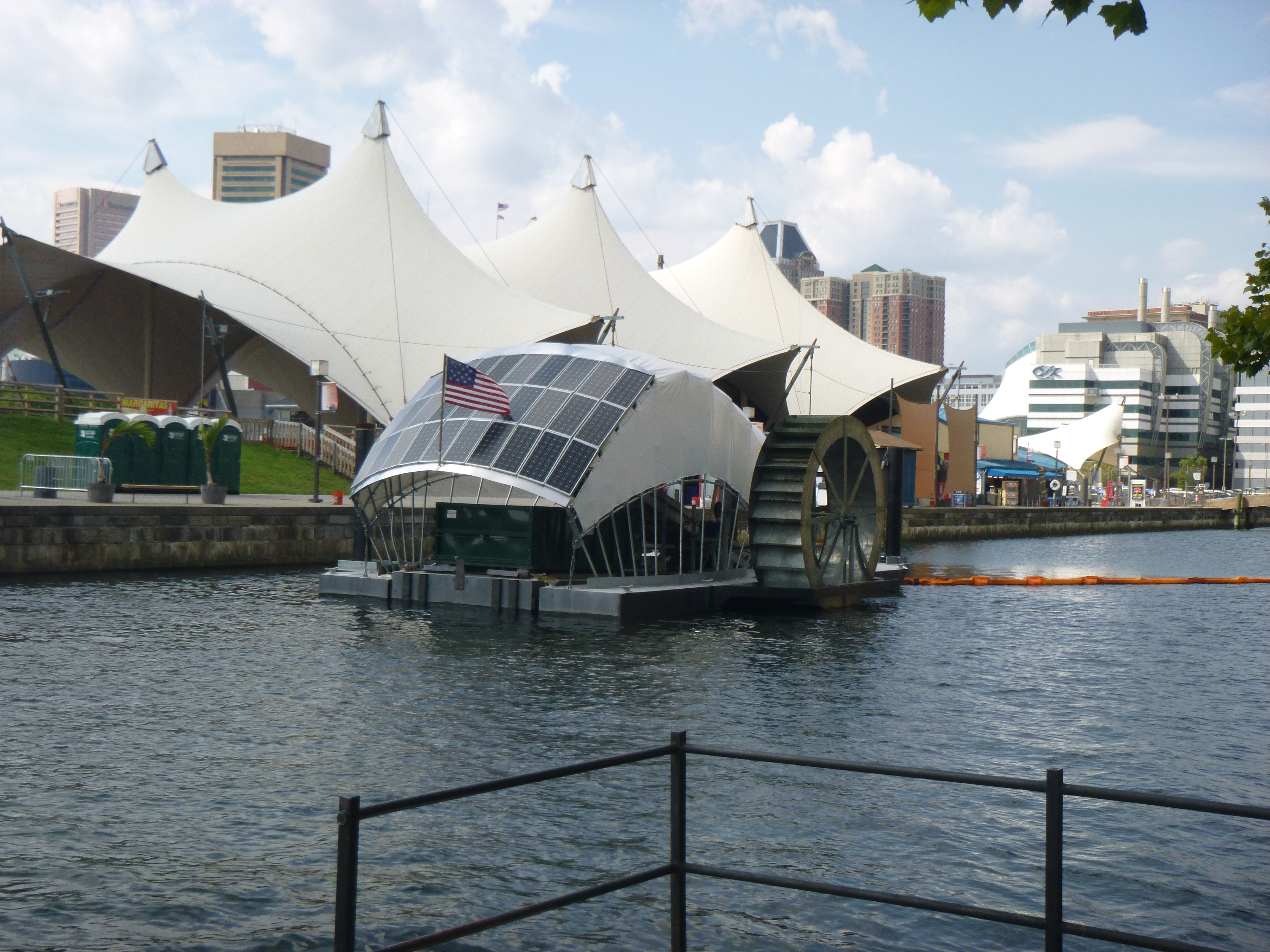
Сонячні панелі встановлені на даху Mr. Trash Wheel.

Mr. Trash Wheel — це пришвартоване судно, яке вивозить сміття з гирла річки Джонс у внутрішній гавані Балтімора. Сміття з вулиць Балтімора змивається в зливові стоки, які впадають у річку. Потім плаваюче сміття переноситься річкою до її витоку у Внутрішню гавань, де його захоплює Mr. Trash Wheel. Водяним колесом можна керувати дистанційно через Інтернет. Mr. Trash Wheel було побудовано з використанням 720 000 доларів США державного та приватного фінансування.

## Спосіб видалення
- Крок 1: Сміття направляється в отвір перехоплювача за допомогою стримуючих стріл, які мають 2-футову спідницю, що дозволяє збирати сміття з-під поверхні.
- Крок 2: Mr. Trash Wheel згрібає сміття на конвеєрну стрічку за допомогою обертових вил, які занурюються у воду та виймаються з неї. Хоча конвеєрна стрічка повільна, вона може піднімати важкі предмети (шини, матраци, навіть дерева).
- Крок 3: 14-футове колесо приводить в дію граблі та конвеєрну стрічку, навіть якщо судно рухається проти течії. Якщо Mr. Trash wheel недостатньо енергії від струму, сонячні батареї використовуються для закачування води на колесо.
- Крок 4: Сміття у верхній частині конвеєрної стрічки потрапляє у смітник на плавучій баржі, який періодично спорожняється.

## Додаткові екземпляри
Після успіху оригіналу було випущено кілька додаткових перехоплювачі. Чотири з них у Балтиморській гавані і є плани щодо одного на Західному узбережжі та одного в Центральній Америці. Працюючи з Келлеттом, панамські чиновники змогли отримати грант на встановлення сміттєвого колеса в Панама-Сіті .
Подібно до Mr. Trash Wheel, інші перехоплювачі також антропоморфізовані:
- Professor Trash Wheel, що базується в Кантоні (Балтімор) візуально відрізняється від інших своїми зеленими очима з віями, і було введено в експлуатацію в грудні 2016 року;[4]
- Captain Trash Wheel має коричневі очі. Він був встановлений у червні 2018 року в Брукліні (Балтімор).
- У червні 2021 року біля гирла Ґвіннс-Фоллз було встановлено Gwynnda the Good Wheel, вона має фіолетові очі та вії. Найбільше з чотирьох коліс, воно збирає більше сміття, ніж три інші колеса разом узяті.[5]